# Hughes XH-17
Hughes XH-17 „Flying Crane” – pierwszy projekt śmigłowca dla oddziału helikopterów Hughes Aircraft Company wykonany na zamówienie USAAF. XH-17, który posiadał dwułopatowy system głównego wirnika o średnicy prawie 40 m, nadal jest rekordzistą świata w lataniu z największym systemem wirników, ale okazał się zbyt nieefektywny i nieporęczny, aby mógł być produkowany masowo poza prototypem.

## Historia
W styczniu 1946 USAAF wysąpiło z ofertą do Kellett Autogiro Corporation na budowę dużego helikoptera mogącego unieść ładunek nie mniejszy niż 10 000 funtów (4535 kg). W sierpniu 1947 Kellett otrzymał kontrakt na budowę stanowiska testowego do demonstracji systemu silnik-wirnik, ale postępy w budowie platformy testowej postępowały bardzo powoli z powodu trudności finansowych i pod koniec 1948, za zgodą USAAF, Kellett sprzedał projekt ciężkiego śmigłowca (który został teraz przemianowany na XH-17) firmie Hughes Aircraft Company.
Hughes szybko zaczął budować kompletny płatowiec wokół stanowiska testowego silnika/wirnika Kellett. Kadłub był prostą, otwartą konstrukcją z rur stalowych, kokpit pochodził bezpośrednio z szybowca Waco CG-15, czterokołowe podwozie wykorzystywało części zarówno z bombowca B-25 Mitchell, jak i Douglas C-54 Skymaster, a zbiornik paliwa pochodził z B-29 Superfortress. Szeroko rozstawione podwozie zostało celowo wykonane bardzo wysoko, umożliwiając pojazdom podjeżdżanie pod śmigłowiec.
Silnik i wirniki zostały uruchomione po raz pierwszy pod koniec 1949. Gigantyczny śmigłowiec był testowany w Culver City w Kalifornii przez trzy lata, począwszy od 1952. XH-17 poleciał w 1953 z masą brutto przekraczającą 50 000 funtów (23 000 kg). Do dziś jest rekordzistą w lataniu z największym na świecie systemem wirników. Zbudowano tylko jeden egzemplarz, ponieważ był zbyt nieporęczny i nieefektywny z powodu małego zasięgu, by uzasadniać jego dalszy rozwój i USAAF anulowało projekt XH-17 w sierpniu 1953.  Pomimo wycofania się armii z projektu program testów zakończył się dopiero, gdy łopaty wirnika osiągnęły swoją żywotność projektową w grudniu 1955.